# Aleksei Leonov
Alexei Arhipovici Leonov (în rusă Алексей Архипович Леонов; n. 30 mai 1934, Listveanka⁠(d), Tyazhinsky District⁠(d), RSFS Rusă, URSS – d. 11 octombrie 2019, Moscova, Rusia) a fost un cosmonaut rus, cunoscut pentru efectuarea primei ieșiri în spațiu la 18 martie 1965. În 1965, Aleksei Leonov a fost decorat cu Ordinul Karl Marx.